# Gilmanton
Gilmanton is een gemeente in het Amerikaanse gebied Belknap County, New Hampshire. 
Gilmanton werd in 1727 gesticht. Het was eerst bekend als Gilmantown, vernoemd naar de Gilman familie. Destijds was het na Portsmouth de grootste plaats in de staat New Hampshire. In de jaren 50 stond de plaats even (inter)nationaal in de belangstelling nadat er bericht werd dat de roman Peyton Place, van inwoonster Grace Metalious, op Gilmanton gebaseerd zou zijn.

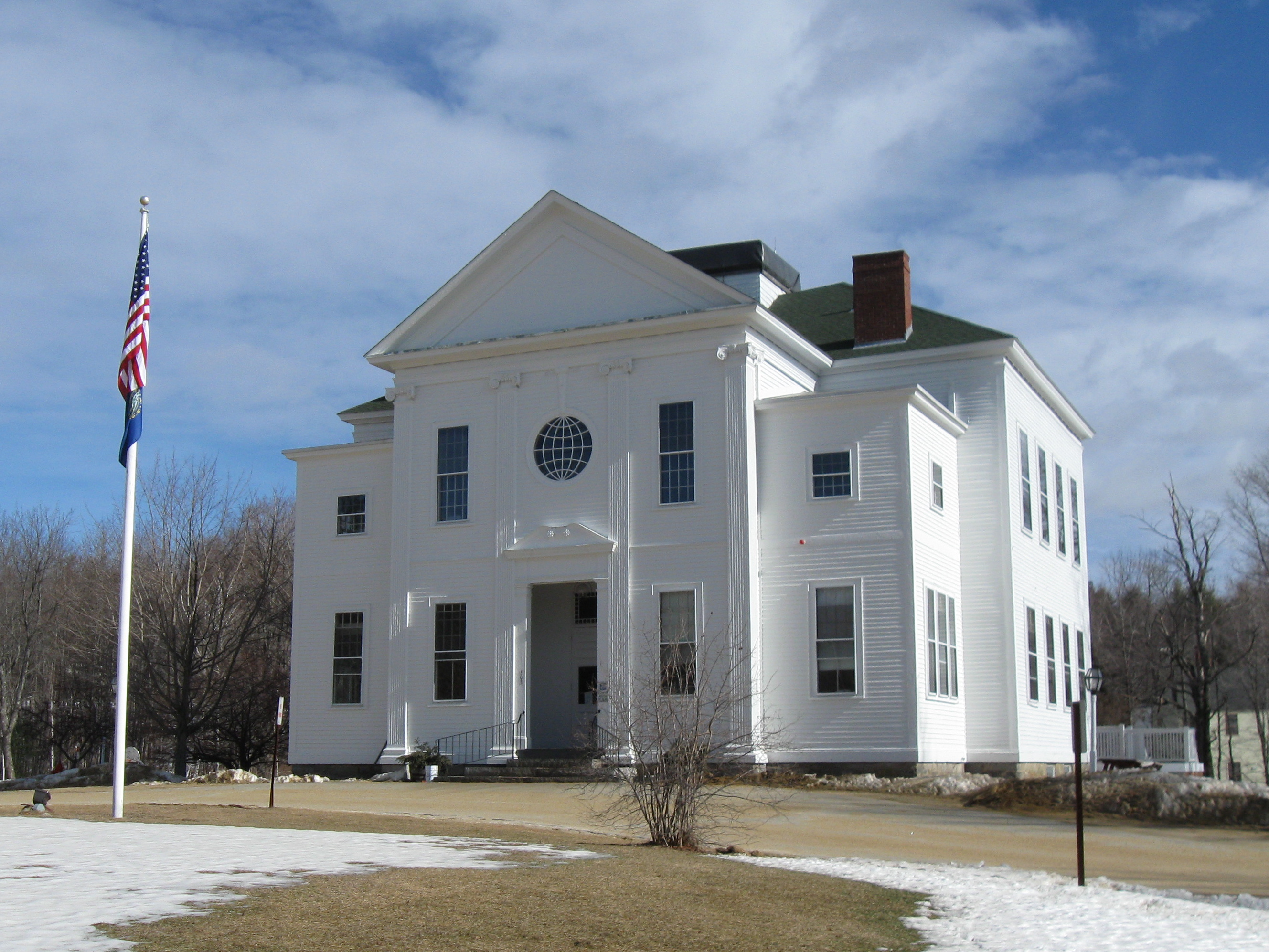
Gilmanton Academy

## Geboren
- John B. Bachelder (1825-1894), schilder, fotograaf en historicus
- H.H. Holmes (1861–1996), seriemoordenaar

## Bron
- Dit artikel of een eerdere versie ervan is een (gedeeltelijke) vertaling van het artikel Gilmanton, New Hampshire op de Engelstalige Wikipedia, dat onder de licentie Creative Commons Naamsvermelding/Gelijk delen valt. Zie de bewerkingsgeschiedenis aldaar.